# Mesocoela swinhoei
Mesocoela swinhoei är en fjärilsart som beskrevs av Max Joseph Bastelberger 1907. Mesocoela swinhoei ingår i släktet Mesocoela och familjen mätare. Inga underarter finns listade i Catalogue of Life.